# Шалеранж
Шалеранж (фр. Challerange) насеље је и општина у североисточној Француској у региону Шампањ-Арден, у департману Ардени која припада префектури Вузје.
По подацима из 2011. године у општини је живело 482 становника, а густина насељености је износила 43,31 становника/km². Општина се простире на површини од 11,13 km². Налази се на средњој надморској висини од 106 метара.

## Демографија
| 1962. | 1968. | 1975. | 1982. | 1990. | 1999. | 2011. |
| ----- | ----- | ----- | ----- | ----- | ----- | ----- |
| 635   | 643   | 659   | 594   | 514   | 461   | 482   |

График промене броја становника у току последњих година